# Almadén de la Plata
Almadén de la Plata é um município da Espanha na província de Sevilha, comunidade autónoma da Andaluzia, de área 256 km² com população de 1577 habitantes (2007) e densidade populacional de 6,16 hab./km².

## Demografia
| Variação demográfica do município entre 1991 e 2004 | Variação demográfica do município entre 1991 e 2004 | Variação demográfica do município entre 1991 e 2004 | Variação demográfica do município entre 1991 e 2004 |
| --------------------------------------------------- | --------------------------------------------------- | --------------------------------------------------- | --------------------------------------------------- |
| 1991                                                | 1996                                                | 2001                                                | 2004                                                |
| 1793                                                | 1696                                                | 1657                                                | 1705                                                |

www.almadendelaplata.net